# Кингфишър Еърлайнс Тенис Оупън
Кънгфишър Еърлайнс Тенис Оупън (на английски: Kingfisher Airlines Tennis Open) е турнир по тенис за мъже, провеждан в Мумбай, Индия, от 2006 г. Той е част от Международната серия на АТП. Срещите се играят в края на месец септември на открит корт с твърда настилка.

## История
През 2004 г. ATP увеличава присъствието си в Азия, след като през 2002 г. в Шанхай се премести заключителния турнир Тенис Мастърс Къп. За целта са преместени няколко търнира на различни нови места. ATP и WTA турнирите в Шанхай са преместени, жените в Пекин, турнир от ниво II, а мъжете се преместват в град Хошимин, Виетнам. След изданието от 2005 г. турнира се премества още веднъж в нова страна, в Индия, като първо се провежда в град Мумбай през 2006 и 2007 г., а след това отново се премества в Бангалор за изданието през 2008 г. Обаче търнура е отменен поради опасения за сигурността, Бангалор Оупън впоследствие е отложен за следващия сезон. През 2009 г. е създаден нов турнир в Азия, който да го замени Малайзия Оупън в Куала Лумпур, Малайзия.

## Финали

### Сингъл
| Домакин | Година | Шампион          | Финалист          | Резултат                   |
| ------- | ------ | ---------------- | ----------------- | -------------------------- |
| Мумбай  | 2007   | Ришар Гаске      | Оливие Рокюс      | 6 – 3, 6 – 4               |
| Мумбай  | 2006   | Дмитрий Турсунов | Томаш Бердих      | 6 – 3, 3 – 6, 7 – 6(7 – 5) |
| Хошимин | 2005   | Йонас Бьоркман   | Радек Щепанек     | 6 – 3, 7 – 6(7 – 4)        |
| Шанхай  | 2004   | Гилермо Каняс    | Ларс Бургсмюлер   | 6 – 1, 6 – 0               |
| Шанхай  | 2003   | Марк Филипусис   | Иржи Новак        | 6 – 2, 6 – 1               |
| Шанхай  | 2002   | Не се провежда   | Не се провежда    | Не се провежда             |
| Шанхай  | 2001   | Райнер Шютлер    | Мишел Кратохвил   | 6 – 3, 6 – 4               |
| Шанхай  | 2000   | Магнус Норман    | Шенг Схалкен      | 6 – 4, 4 – 6, 6 – 3        |
| Шанхай  | 1999   | Магнус Норман    | Марсело Риос      | 2 – 6, 6 – 3, 7 – 5        |
| Шанхай  | 1998   | Майкъл Ченг      | Горан Иванишевич  | 4 – 6, 6 – 1, 6 – 2        |
| Шанхай  | 1997   | Ян Крошлак       | Александър Волков | 6 – 2, 7 – 6(7 – 2)        |
| Шанхай  | 1996   | Андрей Олховски  | Марк Ноулс        | 7 – 6(7 – 5), 6 – 2        |

### Двойки
| Година | Шампиони                      | Финалисти                        | Резултат          |
| ------ | ----------------------------- | -------------------------------- | ----------------- |
| 2007   | Роберт Линдстет Ярко Ниеминен | Рохан Бопана Айсам-ул-Хак Куреши | 7:6(3), 7:6(5)    |
| 2006   | Марио Анчич Махеш Бупати      | Рохан Бопана Мустафа Гус         | 6:4, 6:7(6), 10:8 |